# Liste von Eisenbahnwagen auf der Weltausstellung Paris 1900

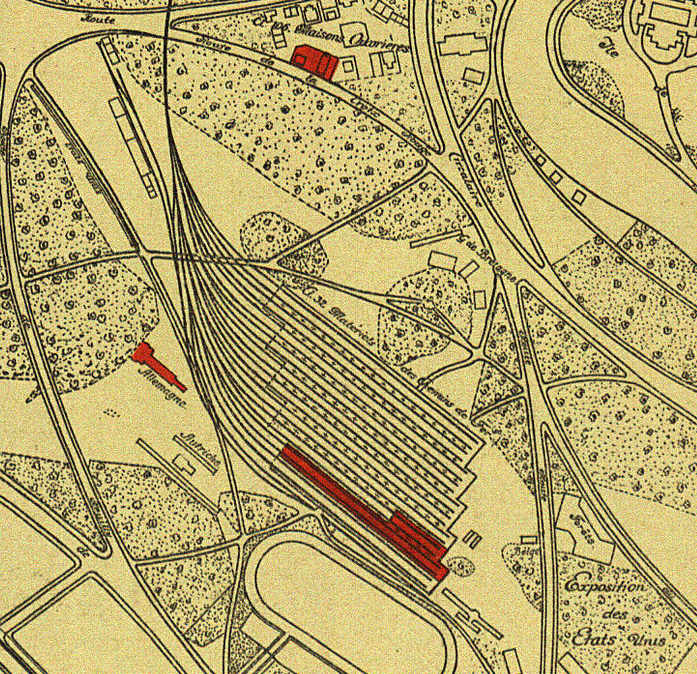
Plan der Eisenbahnausstellung im Bois de Vincennes. Der Deutsche Teil der Ausstellung ist rot gekennzeichnet.

Die Liste von Eisenbahnwagen an der Weltausstellung Paris 1900 führt die Eisenbahnwagen auf, die an der Ausstellung gezeigt wurden. Die meisten Fahrzeuge waren in der Eisenbahnausstellung im Bois de Vincennes untergebracht, die Teil der Ausstellung über das Sport- und Verkehrswesen war, einzelne Wagen wurden auch im Palais du Genie Civil auf dem Champ de Mars und in anderen Teilen der Ausstellung gezeigt.

## Personenwagen
Für die Schnellzüge im Fernverkehr hatten sich vierachsige Abteilwagen mit Seitengang und geschlossenen Endplattformen und Personenübergängen durchgesetzt. Nacht konnte die Inneneinrichtung durch Hochklappen der Rückenlehnen in Schlafabteile umgewandelt werden. Die übliche Beleuchtung funktionierte mit Gas, erste elektrische Beleuchtungen wurden vorgestellt. Es wurde die Dampfheizung verwendet.
| Land                   | Bahngesellschaft                                                                                          | Kürzel          | Nummer       | Erbauer                                                             | Bauart | Details, Bild                                                  | Quelle              |
| ---------------------- | --- | --------------- | ------------ | ------------------------------------------------------------------- | --- | -------------------------------------------------------------- | ------------------- |
| Österreich-Ungarn      | k.k. Staatsbahnen                                                                                         | kkStB           | Bu 4340      | Simmering                                                           | zweiachsiger Wagen der Wiener Stadtbahn 2. Wagenklasse |                                                                | [ 3 ]               |
| Österreich-Ungarn      | k.k. Staatsbahnen                                                                                         | kkStB           | Cu 10320     | Graz                                                                | zweiachsiger Wagen der Wiener Stadtbahn 3. Wagenklasse |                                                                | [ 3 ]               |
| Österreich-Ungarn      | k.k. Staatsbahnen                                                                                         | kkStB           | CDu 12164    | Graz                                                                | zweiachsiger Wagen der Wiener Stadtbahn 3. Wagenklasse, Gepäck- und Dienstabteil, Toilette |                                                                | [ 3 ]               |
| Österreich-Ungarn      | |                 | F 18005      | Simmering                                                           | dreiachsiger Postwagen |                                                                | [ 4 ]               |
| Frankreich             | Chemins de fer de l’Ouest                                                                                 | Ouest           | A 2340       | Desouches, David & Cie, Pantin                                      | 1. Klasse-Wagen mit vier Abteilen zu 6 Plätzen, Seitengang und Toilette |                                                                | [ 5 ]               |
| Frankreich             | Chemins de fer de l’Ouest                                                                                 | Ouest           | BC 2002      | Ouest-Werkstätte                                                    | zweiachsiger Wagen mit je drei Abteilen 2. und 3. Klasse und Z-Gang, 50 Plätze für Vorortsverkehr |                                                                | [ 5 ]               |
| Frankreich             | Chemins de fer de l’Ouest                                                                                 | Ouest           | B 9040       | Ouest-Werkstätte                                                    | 1897 gebauter Wagen 2. Klasse mit Mittelgang für den Vorortsverkehr |                                                                | [ 5 ]               |
| Frankreich             | Chemins de fer de l’État                                                                                  | État            | ALcz 283     | Dyle et Bacalan                                                     | zweiachsiger Schlafwagen 1. Klasse, Bauart Polonceau, 14,6 m langer Wagen teilweise in Stahl mit geschlossenen Plattformen und Personenübergängen, ein Schlafabteil in der Mitte, zwei Liegeabteile, zwei Sitzabteile und eine Toilette, 24 Plätze |                                                                | [ 5 ]               |
| Frankreich             | Chemins de fer de l’État                                                                                  | État            | Bz 1683      | Dyle et Bacalan                                                     | zweiachsiger Wagen 2. Klasse, Bauart Polonceau 14,6 m langer Wagen teilweise in Stahl mit geschlossenen Plattformen und Personenübergängen, 6 Abteile mit 48 Plätzen                                                                               |                                                                | [ 5 ]               |
| Frankreich             | Chemins de fer de l’État                                                                                  | État            | Cz 2413      | Dyle et Bacalan                                                     | zweiachsiger Wagen 3. Klasse, Bauart Polonceau 14,6 m langer Wagen teilweise in Stahl mit geschlossenen Plattformen und Personenübergängen, 7 Abteile 70 Plätze                                                                                    |                                                                | [ 5 ]               |
| Frankreich             | Chemins de fer de l’Est                                                                                   | Est             | Ax 235       | Werkstätte Paris-La Villette                                        | zweiachsiger Wagen 1. Klasse mit 24 Plätzen mit Personenübergängen |                                                                | [ 7 ]               |
| Frankreich             | Chemins de fer de l’Est                                                                                   | Est             | Bx 2524      | Werkstätte Paris-La Villette                                        | zweiachsiger Wagen 2. Klasse mit 40 Plätzen mit Personenübergängen |                                                                | [ 7 ]               |
| Frankreich             | Chemins de fer de l’Est                                                                                   | Est             | Cx 5713      | Werkstätte Paris-La Villette                                        | zweiachsiger Wagen 3. Klasse mit 50 Plätzen mit Seitengang |                                                                | [ 7 ]               |
| Frankreich             | Chemins de fer de l’Est                                                                                   | Est             | DF 7147      | Werkstätte Romilly-sur-Seine                                        | zweiachsiger Gepäckwagen |                                                                | [ 7 ]               |
| Frankreich             | Chemins de fer de l’Est                                                                                   | Est             | AX 69        | Société de Dietrich et Cie de Lunéville                             | zweiachsiger Wagen 1. Klasse mit Schlafabteil, 18 Plätze, Personenübergänge |                                                                | [ 8 ]               |
| Frankreich             | Chemins de fer de l’Est                                                                                   | Est             | BBC 9743     | Desouches, David & Cie, Pantin                                      | zweiachsiger Doppelstockwagen mit Abteilen 2. und 3. Klasse, 80 Plätze | ausgestellt auf dem Champ de Mars                              | [ 8 ]               |
| Frankreich             | Chemins de fer de l’Est                                                                                   | Est             | AAB 9510     | Société Franco-Belge                                                | zweiachsiger Doppelstockwagen mit Abteilen 1. und 2. Klasse | ausgestellt auf dem Champ de Mars                              | [ 8 ]               |
| Frankreich             | Chemin de Fer du Midi                                                                                     | Midi            | AAz 602      | Midi-Werkstätte                                                     | zweiachsiger Wagen 1. Klasse mit 38 Plätzen mit Seitengang |                                                                | [ 7 ]               |
| Frankreich             | Chemins de fer du Nord                                                                                    | Nord            | AY 127       | Compagnie générale de construction, Saint-Denis                     | vierachsiger Wagen 1. Klasse mit 42 Plätzen und Personenübergängen |                                                                | [ 7 ]               |
| Frankreich             | Chemins de fer du Nord                                                                                    | Nord            | ALDY 23      | Société de Dietrich et Cie de Lunéville                             | Salon-Schlafwagen 1. Klasse mit Gepäckabteil, 17 Plätze, Drehgestelle, Personenübergänge |                                                                | [ 8 ]               |
| Frankreich             | Chemin de Fer de Paris à Orléans                                                                          | PO              | APw 1036     | Société Franco-Belge                                                | zweiachsiger Wagen 1. Klasse mit 36 Plätzen mit Personenübergängen |                                                                | [ 7 ]               |
| Frankreich             | Chemin de Fer de Paris à Orléans                                                                          | PO              | BBS 964      | Société Franco-Belge                                                | zweiachsiger Wagen 2. Klasse mit 58 Plätzen mit Gang |                                                                | [ 7 ]               |
| Frankreich             | Chemin de Fer de Paris à Orléans                                                                          | PO              | CCSW 992     | CFMCF, Ivry-sur-Seine                                               | zweiachsiger Wagen 3. Klasse mit 74 Plätzen mit Gang |                                                                | [ 7 ]               |
| Frankreich             | Chemin de Fer de Paris à Orléans                                                                          | PO              | CCF 34347    | Dyle et Bacalan                                                     | zweiachsiger Abteilwagen, 80 Plätze 3. Klasse | ausgerüstet mit 2 Bremserhütten                                | [ 8 ]               |
| Frankreich             | Chemins de fer de Paris à Lyon et à la Méditerranée                                                       | PLM             | 32           | E. Chevalier, Paris                                                 | Schlaf- und Salonwagen mit Drehgestellen und Personenübergängen, 14 Plätze |                                                                | [ 8 ]               |
| Frankreich             | Chemins de fer de Paris à Lyon et à la Méditerranée                                                       | PLM             | A 207        | CFMCF, Ivry-sur-Seine                                               | Wagen 1. Klasse mit Drehgestellen und Personenübergängen, 42 Plätze, |                                                                | [ 8 ]               |
| Frankreich             | Chemins de fer de Paris à Lyon et à la Méditerranée                                                       | PLM             | CC 13960     | La Buire                                                            | dreiachsiger 3. Klasse-Wagen mit 58 Plätzen, Seitengang |                                                                | [ 8 ]               |
| Frankreich             | Compagnie Internationale des Wagons-Lits                                                                  | CIWL            | 722 D        | CGC, Saint-Denis                                                    | Speisewagen | Ausstellung Transsibirische Eisenbahn beim Palais du Trocadéro | [ 9 ]               |
| Frankreich             | Compagnie Internationale des Wagons-Lits                                                                  | CIWL            | 723          | CGC, Saint-Denis                                                    | Speisewagen | Ausstellung Transsibirische Eisenbahn beim Palais du Trocadéro | [ 9 ]               |
| Frankreich             | Compagnie Internationale des Wagons-Lits                                                                  | CIWL            | 725          | CGC, Saint-Denis                                                    | Salon-Schlafwagen | Ausstellung Transsibirische Eisenbahn beim Palais du Trocadéro | [ 9 ]               |
| Frankreich             | Compagnie Internationale des Wagons-Lits                                                                  | CIWL            | 724          | CGC, Saint-Denis                                                    | Salon-Aussichtswagen | Ausstellung Transsibirische Eisenbahn beim Palais du Trocadéro | [ 9 ]               |
| Frankreich             | Compagnie Internationale des Wagons-Lits                                                                  | CIWL            | 778 A        | CGC, Saint-Denis                                                    | Schlafwagen mit Drehgestellen und Personenübergängen, 16 Plätze | für Einsatz in Ägypten                                         | [ 8 ]               |
| Frankreich             | Compagnie des chemins de fer de Bone-Guelma et prolongements                                              | BG              | ABCDF 106    | CFMCF, Ivry-sur-Seine                                               | Drehgestellwagen mit Abteilen der 1., 2. und 3. Klasse, sowie einem Gepäckabteil, 78 Plätze, Abteile mit offener Galerie verbunden |                                                                | [ 8 ]               |
| Preußen                | Preußische Staatseisenbahnen                                                                              | K.P.u.G.H.St.E. | Nr. 121      | Van der Zypen & Charlier                                            | Schlafwagen, sechsachsig, 20 Plätze |                                                                | [ 10 ]              |
| Preußen                | Deutsche Speisewagengesellschaft                                                                          |                 | Nr. 36       | Van der Zypen & Charlier                                            | Speisewagen, vierachsig, 45 Plätze |                                                                | [ 10 ]              |
| Siam                   | Thailändische Staatsbahn                                                                                  |                 |              | Van der Zypen & Charlier                                            | Salonwagen, zweiachsig für den König von Siam |                                                                | [ 11 ]              |
| Preußen                | Preußische Staatseisenbahnen                                                                              | K.P.u.G.H.St.E. | Nr. 1151     | De Dietrich (Niederbronn)                                           | vierachsiger Wagen 3. Klasse, 64 Plätze |                                                                | [ 10 ]              |
| Preußen                | Preußische Staatseisenbahnen                                                                              | K.P.u.G.H.St.E. | Nr. 403      | Düsseldorfer Eisenbahnbedarf                                        | vierachsiger Wagen 1. und 2. Klasse, 36 Plätze |                                                                | [ 10 ]              |
| Preußen                | Preußische Staatseisenbahnen                                                                              | K.P.u.G.H.St.E. | Nr. 404      | Waggonfabrik AG, vormals P. Herbrand                                | Durchgangswagen, 1. und 2. Klasse, 38 Plätze |                                                                | [ 10 ] [ 11 ]       |
| Preußen                | Preußische Staatseisenbahnen                                                                              | K.P.u.G.H.St.E. | Mainz 2      | Gebrüder Gastell                                                    | Salonwagen, dreiachsig |                                                                | [ 10 ]              |
| Preußen                | Preußische Staatseisenbahnen                                                                              | K.P.u.G.H.St.E. | Nr. 404      | Waggonbau Görlitz                                                   | Salonwagen, eingerichtet für Krankentransporte |                                                                | [ 10 ]              |
| Preußen                | Preußische Staatseisenbahnen                                                                              | K.P.u.G.H.St.E. | Nr. 60       | Breslauer Aktiengesellschaft für Eisenbahnwagenbau                  | Salonwagen, 20 Plätze |                                                                | [ 10 ]              |
| Preußen                | Preußische Staatseisenbahnen                                                                              | K.P.u.G.H.St.E. | Nr. 2194     | Breslauer Aktiengesellschaft für Eisenbahnwagenbau                  | Postwagen, vierachsig |                                                                | [ 10 ]              |
| Königreich Italien     | Compagnie Internationale des Wagons-Lits                                                                  | CIWL            | DE 759       | Officine Meccaniche                                                 | Speisewagen mit Rauchersalon |                                                                | [ 12 ]              |
| Königreich Italien     | Rete Mediterranea                                                                                         | RM              | AAA 2501     | Società Nazionale Officine di Savigliano                            | vierachsiger Wagen 1. Klasse mit 24 Plätzen, mit Seitengang und Personenübergängen |                                                                | [ 13 ]              |
| Königreich Italien     | Rete Mediterranea                                                                                         | RM              | AAAB 4701    | Diatto                                                              | vierachsiger Wagen 1./2. Klasse mit 36 Plätzen, mit Seitengang und Personenübergängen |                                                                | [ 13 ]              |
| Königreich Italien     | Rete Mediterranea                                                                                         | RM              | BBB 8651     | Società Nazionale Officine di Savigliano                            | vierachsiger Wagen 2. Klasse mit 42 Plätzen, mit Seitengang und Personenübergängen |                                                                | [ 13 ]              |
| Königreich Italien     | Rete Mediterranea                                                                                         | RM              | DDDU 19601   | Società Nazionale Officine di Savigliano                            | vierachsiger Postwagen, mit Seitengang und Personenübergängen |                                                                | [ 13 ]              |
| Königreich Italien     | Rete Adriatica                                                                                            | RA              | Ale 8015     | Officine Meccaniche                                                 | vierachsiger Wagen 1. Klasse mit 39 Plätzen, mit Seitengang und Personenübergängen |                                                                | [ 13 ]              |
| Königreich Italien     | Rete Adriatica                                                                                            | RA              | ABl 6245     | Diatto                                                              | vierachsiger Wagen 1./2. Klasse mit 43 Plätzen, mit Seitengang und Personenübergängen |                                                                | [ 13 ]              |
| Königreich Italien     | Rete Adriatica                                                                                            | RA              | Blc 6415     | Officine Meccaniche                                                 | vierachsiger Wagen 2. Klasse mit 56 Plätzen, mit Seitengang und Personenübergängen |                                                                | [ 13 ]              |
| Königreich Italien     | Rete Adriatica                                                                                            | RA              |              | Diatto                                                              | zweiachsiger Wagen 3. Klasse mit 52 Plätzen, mit Mittelgang und Personenübergängen |                                                                | [ 13 ]              |
| Österreich-Ungarn      | k.k. Staatsbahnen                                                                                         | kkStB           | HZ 0012      | Ringhoffer-Werke                                                    | Wagen des k.u.k. Hofsalonzugs |                                                                | [ 7 ] [ 12 ] [ 14 ] |
| Frankreich             | Compagnie Internationale des Wagons-Lits Amsterdam–Riviera                                                | CIWL            | DE 681       | Ringhoffer-Werke                                                    | Speisewagen mit Rauchersalon, 35 Plätze |                                                                | [ 4 ] [ 7 ] [ 14 ]  |
| Frankreich             | Compagnie Internationale des Wagons-Lits Amsterdam–Riviera                                                | CIWL            | A 680        | Ringhoffer-Werke                                                    | Schlafwagen, 18 Plätze |                                                                | [ 7 ] [ 14 ]        |
| Frankreich             | Compagnie Internationale des Wagons-Lits                                                                  | CIWL            | F 1515       | Usines Ragheno, Mechelen                                            | Salon-Buffet-Wagen, vierachsig mit Personenübergängen, 41 Plätze |                                                                | [ 15 ]              |
| Osmanisches Reich      | Chemins de fer Orientaux Wien–Konstantinopel                                                              | CO              | AB HF 248    | Ringhoffer-Werke                                                    | Personenwagen 1./2. Klasse mit Schlafeinrichtung für den Konventionalzug, 44 Plätze |                                                                | [ 7 ] [ 14 ]        |
| Österreich-Ungarn      | k.k. Staatsbahnen                                                                                         | kkStB           | ABA 2179     | Nesselsdorfer Wagenbau-Fabriks-Gesellschaft                         | Personenwagen 1./2. Klasse, 4-achsig, 18 Plätze 1. Klasse, 36 Plätze 2. Klasse |                                                                | [ 4 ]               |
| Österreich-Ungarn      | k.k. Staatsbahnen                                                                                         | kkStB           | CE 10278     | Lederer-Porges Königsfelder Maschinenfabrik                         | Personenwagen 3. Klasse, mit Personenübergängen 2-achisg, 48 Plätze |                                                                | [ 4 ] [ 7 ]         |
| Österreich-Ungarn      | k.k. Staatsbahnen                                                                                         | kkStB           | Dz 16612     | Lederer-Porges Königsfelder Maschinenfabrik                         | Gepäckwagen mit Zugführerabteil und Personenübergängen 3-achsig |                                                                | [ 4 ] [ 7 ]         |
| Belgien                | Chemins de fer de l'État belge                                                                            | EB              | Nr. 18201    | La Métallurgique                                                    | 2. Klasse-Wagen, vierachsig mit Personenübergängen, 45 Plätze |                                                                | [ 16 ]              |
| Belgien                | Chemins de fer de l'État belge                                                                            | EB              | Nr. 7921     | Ateliers Germain                                                    | Gepäckwagen, dreiachsig |                                                                | [ 16 ]              |
| Belgien                | Chemins de fer de l'État belge                                                                            | EB              | Nr. 19201    | Usines de Braine-le-Comte                                           | 3. Klasse-Wagen, vierachsig mit Personenübergängen, 70 Plätze |                                                                | [ 16 ]              |
| Belgien                | Chemins de fer de l'État belge                                                                            | EB              | Nr. 18001    | Dyle et Bacalan                                                     | 2. Klasse-Wagen, vierachsig mit Personenübergängen, 42 Plätze |                                                                | [ 16 ]              |
| Belgien                | Chemins de fer de l'État belge                                                                            | EB              | Nr. 19801    | Dyle et Bacalan                                                     | Gepäckwagen, vierachsig mit Personenübergängen, 70 Plätze |                                                                | [ 16 ]              |
| Belgien                | Chemins de fer de l'État belge                                                                            | EB              | Nr. 1262     | Usines Ragheno, Mechelen                                            | 2. Klasse-Wagen, dreiachsig mit Seitengang, 32 Plätze |                                                                | [ 16 ]              |
| Belgien                | Chemins de fer de l'État belge                                                                            | EB              | Nr. 6426     | Société Franco-Belge                                                | 1./2. Klasse-Wagen, dreiachsig mit Seitengang, 40 Plätze |                                                                | [ 16 ]              |
| Vereinigtes Königreich | West Coast Joint Stock ausgestellt durch: London and North Western Railway (LNWR) Caledonian Railway (CR) | WCJS            | Nr. 200      | LNWR-Werkstätte                                                     | Speisewagen mit 20 Plätzen, Mansell’sches Holzscheibenräder, für London–Glasgow (East Coast Main Line) |                                                                | [ 17 ]              |
| Vereinigtes Königreich | East Coast Joint Stock ausgestellt durch North Eastern Railway (NER)                                      | ECJS            | Nr. 276      | NER-Werkstätte                                                      | Schlafwagen mit 10 Plätzen für London–Edinburgh (East Coast Main Line) |                                                                | [ 18 ]              |
| Österreich-Ungarn      | Ungarische Staatsbahn                                                                                     | MAV             | Nr. 100198   | MAV-Werkstadt Budapest                                              | Büffet-Wagen 1. Klasse, 36 Plätze |                                                                | [ 19 ]              |
| Österreich-Ungarn      | Ungarische Staatsbahn                                                                                     | MAV             | Nr. 100516   | Ganz                                                                | 1./2. Klasse-Wagen, vierachsig, 42 Plätze, mit Personenübergängen |                                                                | [ 19 ]              |
| Österreich-Ungarn      | Südbahn-Gesellschaft                                                                                      | SB              | ABc 3335     | Ganz                                                                | 1./2. Klasse-Wagen, zweiachsig, 25 Plätze, mit Personenübergängen |                                                                | [ 19 ]              |
| Österreich-Ungarn      | k. k. privilegierte Kaschau-Oderberger Bahn                                                               | Ks.Od           | AB 5         | Ungarische Waggon- und Maschinenfabrik, Aktiengesellschaft, Győr    | 1./2. Klasse-Wagen, zweiachsig, 26 Plätze, mit Personenübergängen |                                                                | [ 19 ]              |
| Österreich-Ungarn      | Ungarische Staatsbahn                                                                                     | MAV             | CH 3821      | Danubius, Schönichen, Hartmann, Werft und Maschinenfabrik, Budapest | 3. Klasse-Wagen, zweiachsig, 50 Plätze |                                                                | [ 20 ]              |
| Österreich-Ungarn      | Ungarische Staatsbahn                                                                                     | MAV             | ABH 928      | Schlick                                                             | 1./2. Klasse-Wagen, zweiachsig, 9 Plätze 1. Klasse, 16 Plätze 2. Klasse |                                                                | [ 21 ]              |
| Österreich-Ungarn      | Ungarische Staatsbahn                                                                                     | MAV             | ABH 100528   | Waggonbau- und Maschinengesellschaft J. Weitzer, Arad               | 1./2. Klasse-Wagen, vierachsig, 42 Plätze, mit Personenübergängen |                                                                | [ 21 ]              |
| Österreich-Ungarn      | k. k. privilegierte Kaschau-Oderberger Bahn                                                               | Ks.Od           | D 758        | Ganz                                                                | Gepäckwagen, zweiachsig |                                                                | [ 21 ]              |
| Österreich-Ungarn      | Ungarische Staatsbahn                                                                                     | MAV             | Nr. 93835    | MAV-Werkstätte                                                      | Heizwagen, zweiachsig |                                                                | [ 21 ]              |
| Russland               | Russische Reichsbahn Süd-West-Eisenbahn                                                                   |                 | Nr. 225      | Werkstätte Kiew                                                     | vierachsiger 1. Klass-Wagen, 20 Plätze, eingesetzt in den Express-Zügen Kiew–Warschau und Kiew–Odessa |                                                                | [ 22 ]              |
| Russland               | Charkow–Nikolajew-Eisenbahn                                                                               |                 | Nr. 345      |                                                                     | Liegewagen 3. Klasse, 62 Schlafplätze |                                                                | [ 12 ] [ 22 ]       |
| Russland               | Moskau–Kasaner-Eisenbahn                                                                                  |                 | Bct Nr. 1289 | bahneigene Werkstätte in Moskau                                     | Liegewagen 3. Klasse, 42 Sitzplätze, 37 Liegeplätze |                                                                | [ 22 ]              |
| Russland               | Wladikawkas-Eisenbahn                                                                                     |                 | Nr. 72       | Kolomna                                                             | vierachsiger 1. Klass-Wagen, 24 Plätze, |                                                                |                     |

## Güterwagen
Die zweiachsigen Güterwagen hatten eine Tragkraft von 15 t maximal, im schweren Erz- und Kohlenverkehr im Nordosten Frankreichs verkehrten auch Wagen mit 20 t Tragkraft. Wagen mit Drehgestellen waren nur in den USA üblich. Es waren einige Spezialwagen, hauptsächlich für den Transport von Lebensmitteln und Mineralölprodukten, zu sehen.
| Land               | Bahngesellschaft                                    | Kürzel | Nummer     | Erbauer                                                          | Bauart | Details, Bild                                    | Quelle              |
| ------------------ | --------------------------------------------------- | ------ | ---------- | ---------------------------------------------------------------- | --- | ------------------------------------------------ | ------------------- |
| Frankreich         | Chemins de fer de l’Est                             | Est    | St 43867   | Est-Werkstätte, Mohon                                            | zweiachsiger Flachwagen, Tragkraft 15 t |                                                  | [ 24 ]              |
| Frankreich         | Chemins de fer de l’Est                             | Est    | HH 20001   | Baume & Marpent                                                  | offener Güterwagen, zweiachsig, Tragkraft 20 t |                                                  | [ 25 ]              |
| Frankreich         | Chemin de Fer du Midi                               | Midi   | Ufr 2374   | Dyle et Bacalan                                                  | offener Güterwagen, zweiachsig, Tragkraft 15 t |                                                  | [ 24 ]              |
| Frankreich         | Chemins de fer du Nord (bei Nord-Belge im Einsatz)  | Nord   | 7000       | Nord-Werkstätte Saint-Martin bei Charleroi                       | Tiefgangwagen mit Drehgestellen, Tragkraft 35 t |                                                  | [ 24 ]              |
| Frankreich         | Chemins de fer du Nord                              | Nord   | ZZ 10296   | Nord-Werkstätte                                                  | Kokswagen, Tragkraft 20 t |                                                  | [ 24 ]              |
| Frankreich         | Chemins de fer de Paris à Lyon et à la Méditerranée | PLM    | HP 400     | Magnard et Cie, Fourchambault                                    | Wagen für den Transport von Frühobst und Frischgemüse, ausgerüstet mit Druckluftbremse System Westinghouse-Hardy, Tragkraft: 8 t bei hoher, 13 t bei niederer Geschwindigkeit. | Ausgestellt auf dem Champ de Mars                | [ 24 ]              |
| Frankreich         |                                                     |        | Nr. 279    | M.J. Rotival, Paris                                              | Kesselwagen für Wein und Alkohol, zweiachsig | Tragkraft 15 t Ausgestellt auf dem Champ de Mars | [ 24 ]              |
| Frankreich         | Chemins de fer de l’Ouest                           | Ouest  | K          | Baume & Marpent                                                  | gedeckter Güterwagen, zweiachsig, Tragkraft 12 t | Ausgestellt auf dem Champ de Mars                | [ 5 ] [ 24 ]        |
| Österreich-Ungarn  | k.k. Staatsbahnen                                   | kkStB  | GH 223o36  | Ringhoffer-Werke                                                 | Biertransportwagen mit Kühlung System Pilsen |                                                  | [ 4 ] [ 14 ] [ 26 ] |
| Österreich-Ungarn  | k.k. Staatsbahnen                                   | kkStB  | JK 89969   | Nesselsdorfer Wagenbau-Fabriks-Gesellschaft                      | Offener Güterwagen, zweiachsig mit abnehmbaren Bordwänden |                                                  | [ 4 ] [ 7 ]         |
| Österreich-Ungarn  | k.k. Staatsbahnen                                   | kkStB  | GF 21039   | Erste galizische Waggon- und Maschinenbau AG, Sanok              | Fleischtransportwagen 2-achsig |                                                  | [ 4 ]               |
| Österreich-Ungarn  | k.k. Staatsbahnen                                   | kkStB  | K 72627    | Allgemeine Österreichische Transportgesellschaft, Wien           | zweiachsiger Selbstentladewagen System Nossian |                                                  | [ 27 ]              |
| Österreich-Ungarn  | Ungarische Staatsbahn                               | MAV    | Kn 141495  | Ganz                                                             | offener Güterwagen, zweiachsig, Tragkraft 15 t |                                                  | [ 28 ]              |
| Österreich-Ungarn  | Destillerie und Raffinerie Gyôr                     |        |            | Ungarische Waggon- und Maschinenfabrik, Aktiengesellschaft, Győr | Kesselwagen für Alkohol und Melasse, Inhalt 13 m³ |                                                  | [ 28 ]              |
| Österreich-Ungarn  |                                                     |        | Gb 40061   | Ungarische Waggon- und Maschinenfabrik, Aktiengesellschaft, Győr | Kühlwagen für Bier, Tragkraft 12,6 t |                                                  | [ 28 ]              |
| Österreich-Ungarn  | Ungarische Staatsbahn                               | MAV    | Gn 111882  | Schlick                                                          | gedeckter Güterwagen, zweiachsig, Tragkraft 15 t |                                                  | [ 28 ]              |
| Österreich-Ungarn  | Szamostalbahn                                       |        | D 300      | Danubius-Schoenichen-Hartmann                                    | Begleitwagen |                                                  | [ 29 ]              |
| Österreich-Ungarn  | Südbahn-Gesellschaft                                | SB     | 6751       | Waggonbau- und Maschinengesellschaft J. Weitzer, Arad            | gedeckter Güterwagen, zweiachsig, Tragkraft 12 t |                                                  | [ 29 ]              |
| Königreich Italien | Rete Adriatica                                      | RA     | FCA 14074  |                                                                  | Güterwagen für Lebensmitteltransporte |                                                  | [ 30 ]              |
| Königreich Italien |                                                     |        |            | Officine Meccaniche                                              | vierachsiger Schüttgutwagen für Getreide, Tragkraft 30 t |                                                  | [ 30 ]              |
| Belgien            | Chemins de fer de l'État belge                      | EB     | H 11056    | EB-Werkstätte, Cuesmes                                           | Offener Güterwagen, zweiachsig, Tragkraft 15 t |                                                  | [ 16 ]              |
| Belgien            | Chemins de fer de l'État belge                      | EB     | Nr. 58051  | Canon Legrand, Mons                                              | Gedeckter Güterwagen, zweiachsig, Tragkraft 5 t |                                                  | [ 16 ]              |
| Belgien            | Chemins de fer de l'État belge                      | EB     | Nr. 72582  | Ateliers de Construction, Forges et Aciéries de Bruges           | Pferdetransportwagen zweiachsig, Tragkraft 15 t |                                                  | [ 16 ]              |
| Belgien            | Chemins de fer de l'État belge                      | EB     | Nr. 83133  | La Métallurgique                                                 | vierachsiger Steifrahmenflachwagen, Tragkraft 35 t |                                                  | [ 16 ]              |
| Belgien            | Chemins de fer de l'État belge                      | EB     | Nr. 83195  | Forges et ateliers de Seneffe                                    | Glastransportwagen, zweiachsig |                                                  | [ 25 ]              |
| Vereinigte Staaten | Pennsylvania Railroad                               | PRR    |            | Pressed Steel Car Company                                        | Trichterwagen für Erz, vierachsig, Leergewicht 16,68 t, Tragkraft 50 t |                                                  | [ 31 ]              |
| Vereinigte Staaten | Great Northern Railway                              | GNR    |            | Pressed Steel Car Company                                        | Trichterwagen für Erz, vierachsig, Leergewicht 12,72 t, Tragkraft 50 t |                                                  | [ 31 ]              |
| Vereinigte Staaten | Baltimore and Ohio Railroad                         | B&O    |            | Pressed Steel Car Company                                        | Trichterwagen für Kohle mit Bodenklappen, vierachsig, Leergewicht 14 t, Tragkraft 40 t                                                                                         |                                                  | [ 31 ]              |
| Ägypten            | Ägyptische Staatsbahnen                             | ESR    |            | Pressed Steel Car Company                                        | Offener Güterwagen, vierachsig, Leergewicht 13,676 t, Tragkraft 40 t |                                                  | [ 32 ]              |
| Russland           | Russische Reichsbahn Oktober-Eisenbahn              |        |            |                                                                  | Kühlwagen für Milchtransport |                                                  | [ 33 ]              |
| Russland           | Russische Reichsbahn                                |        | Nr. 313672 | Phönix, Riga                                                     | Kesselwagen |                                                  | [ 33 ]              |
| Russland           | Russische Reichsbahn                                |        | Nr. 7371   | Kolomna                                                          | Kesselwagen mit rechteckiger Zisterne System Kubassof |                                                  | [ 33 ]              |

## Schmalspurpersonenwagen
| Land                   | Bahngesellschaft                                    | Kürzel | Baureihe | Erbauer                                 | Bauart                                                        | Bild                              | Quelle       |
| ---------------------- | --------------------------------------------------- | ------ | -------- | --------------------------------------- | ------------------------------------------------------------- | --------------------------------- | ------------ |
| Frankreich             | Chemins de fer de l’Ouest Réseau Breton             | RB     | ABf 85   | Société de Dietrich et Cie de Lunéville | Drehgestellwagen mit Abteilen 1. und 2. Klasse, 36 Plätze     |                                   | [ 5 ] [ 9 ]  |
| Frankreich             | Chemins de fer de l’État Chemin de fer de la Vendée |        | AB 1     | Carel Fouché                            | Wagen 1. und 2. Klasse, zweiachsig, 35 Plätze                 |                                   | [ 5 ] [ 9 ]  |
| Frankreich             | Tramways de l’Isère                                 |        |          | Decauville                              | Wagen 1. und 2. Klasse mit Drehgestellen, 40 Plätze           | ausgestellt auf dem Champ de Mars | [ 9 ]        |
| Frankreich             | Tramways de l’Isère                                 |        |          | Decauville                              | Wagen 2. Klasse mit Gepäck- und Postabteil, zweiachsig        | ausgestellt auf dem Champ de Mars | [ 9 ]        |
| Frankreich             | Compagnie des tramways à vapeur de l'Aude           | TVA    | B 21     | Carrosserie industrielle                | Wagen 2. Klasse, 25 Plätze                                    |                                   | [ 34 ] [ 9 ] |
| Frankreich             | Compagnie des tramways à vapeur de l'Aude           | TVA    | AB 19    | Carrosserie industrielle                | Wagen mit Abteilen 1. und 2. Klasse, zweiachsig, 25 Plätze    | ausgestellt auf dem Champ de Mars | [ 9 ]        |
| Frankreich             | Chemins de fer économiques des Charentes            | CFEC   |          | Société de Dietrich et Cie de Lunéville | Drehgestellwagen mit Abteilen 1., 2. und 3. Klasse, 54 Plätze | ausgestellt auf dem Champ de Mars | [ 9 ]        |
| Äthiopien              | Compagnie Impériale des Chemins de fer Ethiopiens   | CIE    |          | La Buire                                | Salonwagen mit Drehgestellen, 18 Plätze                       | ausgestellt auf dem Champ de Mars | [ 9 ]        |
| Äthiopien              | Compagnie Impériale des Chemins de fer Ethiopiens   | CIE    |          | Decauville                              | Wagen 3. Klasse, zweiachsig, 22 Plätze                        | ausgestellt auf dem Champ de Mars | [ 9 ]        |
| Französisch-Westafrika | Compagnie du chemin de fer de Dakar à Saint-Louis   |        |          | Dyle et Bacalan                         | Wagen 1. Klasse, zweiachsig, 19 Plätze                        | ausgestellt auf dem Champ de Mars | [ 9 ]        |
| Russland               |                                                     |        | Nr. 1035 | Kolomna                                 | vierachsiger Wagen 2./3.-Klasse für 75 cm-Spurweite           |                                   | [ 22 ]       |

## Straßenbahnanhänger
| Land       | Bahngesellschaft                                                                   | Kürzel | Nummer | Erbauer                                         | Bauart                                                  | Bild                              | Quelle        |
| ---------- | ---------------------------------------------------------------------------------- | ------ | ------ | ----------------------------------------------- | ------------------------------------------------------- | --------------------------------- | ------------- |
| Frankreich | Chemin de fer du bois de Boulogne                                                  | CFBB   |        | Hanquet, Aufort et Cie                          | Wagen 1. und 2. Klasse, je 12 Sitzplätze, 40 Stehplätze | [ A 6 ]                           | [ 35 ] [ 36 ] |
| Frankreich | Chemins de fer nogentais                                                           | CFN    |        | J. G. Brill Company                             | Sommerwagen                                             |                                   | [ 37 ] [ 38 ] |
| Frankreich | Compagnie des tramways de l'Ouest-Parisien Billancourt–Champ de Mars               | OP     |        | CFMCF, Ivry-sur-Seine                           | zweiachsiger Wagen 1. und 2. Klasse, 48 Plätze          | ausgestellt auf dem Champ de Mars | [ 37 ]        |
| Frankreich | Société des tramways mécaniques des environs de Paris Saint-Germain-en-Laye–Poissy | TMEP   |        | Compagnie générale de construction, Saint-Denis | vierachsiger Wagen 1. und 2. Klasse, 50 Plätze          | ausgestellt auf dem Champ de Mars | [ 37 ] [ 39 ] |
| Frankreich |                                                                                    |        |        | Carrosserie industrielle                        | Sommerwagen, 24 Sitzplätze, 8 Stehplätze                |                                   | [ 40 ]        |
| Frankreich |                                                                                    |        |        | Pilter, Paris                                   | Salzstreuwagen                                          |                                   | [ 41 ]        |

## Schmalspurgüterwagen
| Land       | Bahngesellschaft                           | Kürzel | Nummer | Erbauer                                 | Bauart                                                     | Details, Bild | Quelle |
| ---------- | ------------------------------------------ | ------ | ------ | --------------------------------------- | ---------------------------------------------------------- | ------------- | ------ |
| Frankreich | Compagnie des tramways à vapeur de l'Aude  | TVA    |        | Carrosserie industrielle                | zweiachsiger Flachwagen, Tragkraft 10 t                    |               | [ 24 ] |
| Frankreich | Compagnie des tramways à vapeur de l'Aude  | TVA    |        | Carrosserie industrielle                | Offener Güterwagen, zweiachsiger, Tragkraft 10 t           |               | [ 24 ] |
| Frankreich | Chemin de fer du Beaujolais                | CFB    | 190    | Baume & Marpent                         | Drehschemelwagen, Tragkraft 10 t                           |               | [ 24 ] |
| Frankreich | Compagnie des chemins de fer des Charentes |        |        | Société de Dietrich et Cie de Lunéville | gedeckter Güterwagen, zweiachsig, Tragkraft 8 t            |               | [ 24 ] |
| Ägypten    | Ägyptische Staatsbahnen                    | ESR    |        | Pressed Steel Car Company               | Offener Güterwagen für Kapspur, vierachsig, Tragkraft 25 t |               | [ 32 ] |

## Ausstellungspläne

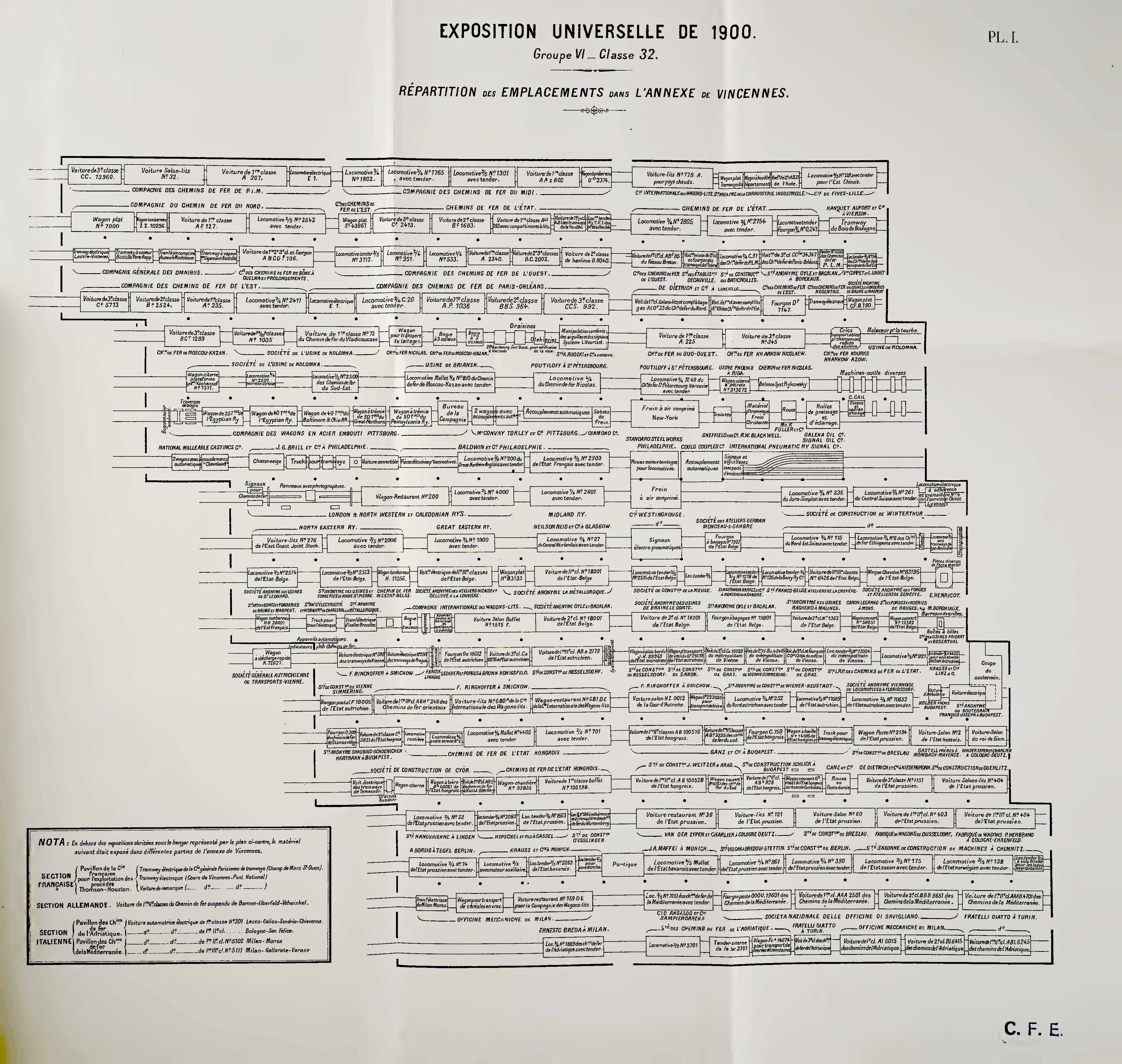
Eisenbahnausstellung im Bois de Vincennes
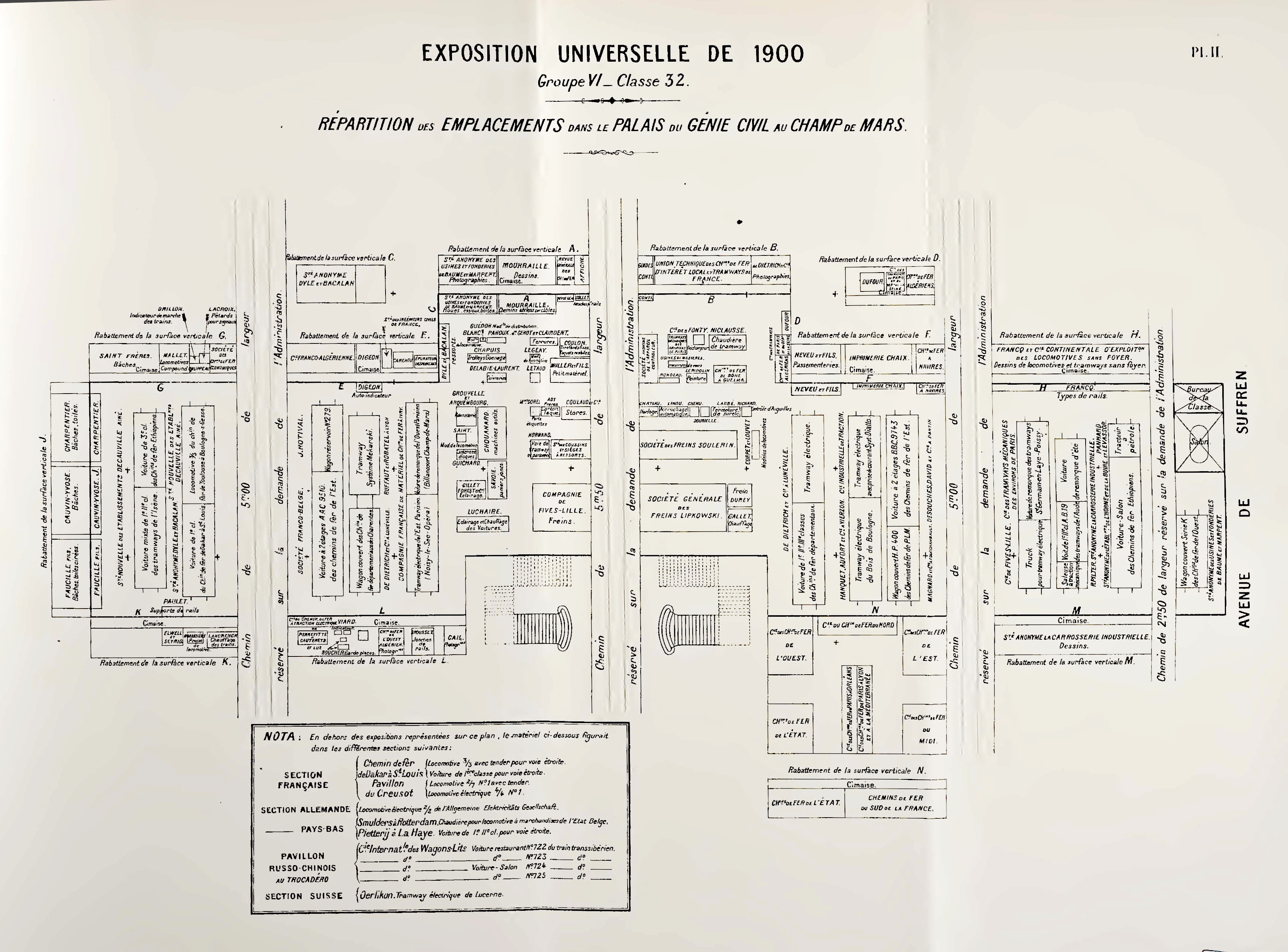
Eisenbahnausstellung im Palais du Génie Civil auf dem Champ de Mars